# Sanchez Watt
Herschel Oulio Sanchez Watt (* 14. Februar 1991 in Hackney, London) ist ein englischer Fußballspieler mit walisischer und jamaikanischer Abstammung.

## Karriere

### Verein
Sanchez Watt wurde in Hackney, London geboren, seine Mutter stammt aus Wales und sein Vater kommt aus Jamaika.
In seiner Jugend zeigte sich schnell, dass er ein viel versprechendes Talent ist, der FC Arsenal entdeckte ihn im Alter von sieben Jahren bei seinem damaligen Verein Senrab FC und selbst der spanische Topklub FC Barcelona war an Watt interessiert. Ursprünglich war er Fan vom FC Liverpool.
Im Juli 2008 unterschrieb er zusammen mit seinem Teamkollegen Rhys Murphy seinen ersten Profivertrag und absolvierte die Saisonvorbereitung mit den Profis. In seinem letzten Jahr für die Jugendmannschaft schaffte er erst den Gewinn der Premier Academy League, durch den 1:0-Siegtreffer von Rhys Murphy gegen Tottenham Hotspur. Und ein paar Tage später konnte er auch noch den Gewinn des FA Youth Cups feiern. Nachdem er beim 4:1-Hinspielsieg ein Tor erzielte, traf er auch beim 2:1-Sieg im Rückspiel einmal.
In der Saison 2009/10 saß er im UEFA-Champions-League-Spiel im September gegen Standard Lüttich erstmals auf der Ersatzbank, wurde aber nicht eingesetzt. Am 22. September war er beim League-Cup-Spiel gegen West Bromwich Albion zum ersten Mal in der Startelf und erzielte sogar in seinem ersten offiziellen Spiel in der 68. Minute den 1:0-Führungstreffer. Damit war Watt der 85. Spieler des FC Arsenal, der bei seiner Premiere ein Tor erzielte. Im Februar 2010 wurde Watt für einen Monat an Southend United verliehen. Nach vier Einsätzen und keinem Treffer kehrte er im März wieder nach London zurück.
 Am 25. März wurde er bis zum Saisonende an Leeds United ausgeliehen. Nachdem er im ersten Spiel gegen Norwich City nicht mal zum Kader gehörte und im nächsten Spiel gegen Swindon Town nur auf der Bank saß, gab er gegen Yeovil Town als Einwechselspieler sein Debüt im Leeds-Trikot. Gegen seinen ehemaligen Verein Southend United wurde Watt ebenfalls eingesetzt und kam gegen Milton Keynes Dons zu seinem Startelfdebüt und steuerte beim 4:1-Sieg zwei Vorlagen bei.
Am 3. August wurde er zur neuen Saison 2010/11 wieder an Leeds United verliehen, dieses Mal jedoch für die komplette Spielzeit.
Somit kam er am 7. August bei der 1:2-Niederlage gegen Derby County zu seinem zweiten Debüt für Leeds. Im League Cup gegen Lincoln City festigte er seinen Stammplatz, indem er das 2:0 durch Luciano Becchio vorbereitete und den Elfmeter zum 4:0, geschossen von Neil Kilkenny, herausholte. Beim Spiel gegen Nottingham Forest hatte Watt eine Auseinandersetzung mit Nottinghams Chris Gunter, der ihn bewusst umstieß. Beide Spieler bekamen eine gelbe Karte, doch Gunter wurde im Nachhinein für drei Spiele gesperrt. Beim Spiel gegen den FC Millwall wurde er zum ersten Mal zum „Man of the Match“ gewählt, unter anderem wegen seiner technischen Fähigkeiten, die er dort zur Schau stellte. Am 19. Oktober verletzte er sich beim Spiel gegen Leicester City am Oberschenkel und fiel dadurch für einige Zeit aus. Als Leeds im FA Cup den FC Arsenal als Gegner zog, stand vorerst in den Sternen, ob Watt spielberechtigt ist für dieses Spiel. Am 5. Januar 2011 gab Arsenal die Freigabe, damit Watt gegen seinen aktuellen Klub spielen konnte. Gegen Arsenal gelang im Hinspiel ein Unentschieden. Erst am 15. Januar gelang ihm sein erster Treffer in der Liga gegen Scunthorpe United. Am Ende der Saison gab Leeds United bekannt, dass Watt zum FC Arsenal zurückkehren wird.
Im November 2011 wurde er an Sheffield Wednesday ausgeliehen, die Leihfrist endete Mitte Januar 2012. Daraufhin wurde er Ende Januar 2012 weiterverliehen an Crawley Town. Nachdem Watt an Colchester United verliehen wurde, unterschrieb er am 28. Juni 2013 einen Zwei-Jahres-Vertrag bei den U's.

### Nationalmannschaft
Watt spielte für die U-16-, U-17- und U-19-Nationalmannschaft Englands. Dennoch hat er die Möglichkeit, für die walisische Fußballnationalmannschaft oder für die jamaikanische Fußballnationalmannschaft zu spielen.

## Erfolge
FC Arsenal
- Premier Academy League: 2008/09
- FA Youth Cup: 2008/09

Leeds United
- Aufstieg in die Football League Championship 2008/09